# Астрахань (Кировская область)
Астрахань — деревня в Унинском районе Кировской области. Административный центр Астраханского сельского поселения.
Расположена на высоком правом берегу реки Коса в 15 км к северо-западу от посёлка Уни и в 130 км к юго-востоку от Кирова. На южной окраине деревни имеется пруд. Через деревню проходит тупиковая местная автодорога Уни — Елгань.

## История
Год основания деревни не установлен. По рассказам старожилов, люди сюда переехали из-под Слободского. Называлась тогда деревня «Астракан». Слово татарского происхождения: «астро» — цветы, «кан» — кровь. Деревня удмуртская.
В книге археолога А. А. Спицына «Новые сведения по доисторической археологии Вятского края», изданной в 1883 году, записано: «В поле, в деревне Астраханской Елганской волости Глазовского уезда есть „прорва“, где скрыт большой клад, но розыски были неудачными… Это, возможно, связано с татарскими поселениями в наших краях, когда удмурты находились под их влиянием». Старожилы помнят это страшное место, где в потёмках наблюдалось свечение. Предполагали, что там был подземный ход с отверстием около метра сверху. С. М. Будин рассказывал, как они, ещё мальчишками, подходили к этому месту, брали камни и кидали вниз — глухое эхо отзывалось не скоро. Назвали эту прорву «мунилонгу»: «му» — земля, «нилон» — пищевод, «гу» — яма.
Первая школа грамотности была открыта в 1898 году, земская школа — в 1900 году.
Библиотека открылась в начале XX века. Это была пятирублевая библиотека. Сельская библиотека была открыта в 1969 году (Унинский районный архив ф.1, оп. 1, д. 346).
В 1918—1919 годах в Астрахани стояла часть 30-й дивизии. Тогда жители деревни впервые увидели немое кино.
Деревня была небогатая, в ней был всего один кирпичный дом, принадлежавший Петру Ивановичу Почашеву. В 1931 году его раскулачили, дом разломали, кирпич увезли в с. Порез для строительства льнозавода.
Первая школа была построена в 1928 году. Длительное время в деревне не было медпункта и лишь в 1930-е годы для ликвидации трахомы сначала организовали лечение в частном доме, затем в школе, наконец, открыли медпункт.
В 1930-е годы на реке Коса была мельница, которую восстановили, а в 1950-е годы ее приспособили под электростанцию, установив генератор. Электростанция освещала деревню.

## Население
| 2010 |
| ---- |
| 246  |

Национальный состав (2010): удмурты — 79 %, русские — 21 %.